# Ованнисян, Ованес Сергоевич
Оване́с Серго́евич Ованнися́н (арм. Հովհաննես Հովհաննիսյան, 5 июля 1952, Ереван) — армянский государственный деятель.
- 1959—1969 — Ереванская средняя школа им. Ширванзаде.
- 1969—1974 — Ереванский политехнический институт. Архитектор-строитель.
- 1978—1979 — Московская высшая школа управления.
- 1985—1988 — Московская высшая партийная школа при ЦК КПСС.
- 1974—1978 — был мастером, прорабом, главным инженером Ереванского строительного треста № 3.
- 1979—1982 — работал инженером-строителем в Ливии.
- 1982—1984 — заместитель управляющего трестом «Джермукстрой».
- 1984—1987 — инструктор, начальник сектора в отделении городского хозяйства, строительства и сельского хозяйства ЦК КПА.
- 1987—1996 — председатель Котайкского райсовета.
- 1991—1995 — депутат Верховного совета Армянской ССР. Член депутатской группы «Либерал-демократы».
- 1995—1999 — депутат парламента. Член постоянной комиссии по внешним сношениям. Член партии «Рамкавар-Азатакан».
- 1996—1998 — являлся марзпетоп (губернатором) Котайкской области.
- 1999—2003 — депутат парламента. Председатель постоянной комиссии по внешним сношениям. Глава армянской делегации в ПАСЕ. Беспартийный.
- С 2004 — 2009 - лидер партии «Либерально-прогрессивная».
- С 2009 — лидер Либеральной партии Армении.

Автор более 40 научных статьей.